# Sentier de l'Étoile
Le sentier de l'Étoile est un projet de sentier de randonnée pédestre et de cyclotourisme de 400 km faisant la côte Est du Nouveau-Brunswick. Il fait partie du sentier Nouveau-Brunswick, le réseau provincial de cyclotourisme. À l'aboutissement du projet, le sentier irait de Memramcook à Caraquet.

## Nom du sentier
Le nom du sentier fait référence à Stella Maris, l'étoile de la mer, qui est l'un des symboles de l'Acadie. Il fait aussi référence à de nombreuses légendes micmaques comme celle des deux sœurs qui épousent des hommes étoiles ou celle de la jeune femme qui devient une étoile filante.

## Tronçons inaugurés
| Section                                   | Longueur |
| ----------------------------------------- | -------- |
| Entre Memramcook et Pré-d'en-Haut         | 15 km    |
| Entre Pré-d'en-haut et le Grand Moncton   | 4 km     |
| Entre le Grand Moncton et Shédiac         | 8 km     |
| Entre Kouchibouguac et Pointe-Sapin       | 26 km    |
| Rogersville                               | 3 km     |
| Entre Tracadie-Sheila et Inkerman         | 21 km    |
| Entre Inkerman et Caraquet                | 26 km    |
| Entre Bouctouche et la Dune de Bouctouche | 13 km    |